# 中華電視公司
中華電視公司，原稱中華電視臺，簡稱華視、CTS、公廣華視、TBSCTS，是臺灣的電視台。現為台灣公共廣播電視集團成員。
華視創立時，只獲分配一個VHF頻道，除了製播一般電視節目之外，另外製播空中高中、高工、高商、在職教師進修、大學選修等遠距教學課程。1983年，華視獲准開設UHF頻道，是為「華視超高頻教學頻道」（現華視教育體育文化台），2004年無線數位電視開播後，取得一個容納3個節目頻道的UHF物理頻段；無線電視數位化後，現在擁有一個容納5個節目頻道的UHF頻道，是台灣唯一從事遠距教學事業的電視台，也是台灣唯二擁有最多頻道的無線電視台（另一家為公共電視文化事業基金會）。

## 歷史

### 1960年代
1968年初，國防部總政治作戰部（現國防部政治作戰局）副主任王昇中將提議創建第三家電視台，國防部與教育部洽談取得合作意願。1968年12月6日，國防部部長蔣經國與教育部部長閻振興同意，基於下列需要，兩部合作將教育電視廣播電台（教育電視台）擴建為中華電視台：
1. 中華民國國民教育已延長為九年，由於高中以上學校容量有限，青少年失學問題日益嚴重；教育部認為，擴建第三家電視台並建立電視網，可辦理空中學校以教育失學青少年，並可達成「讀書不脫離生產」的理想，以極少的師資獲得普遍的功效。
2. 中華民國國軍推行多年且具實效的愛國教育、隨營補習教育、後備軍人教育、退除役官兵就業輔導教育、康樂活動等，因各部隊駐地分散，師資難求，推行時也產生許多困難；國防部認為，如運用電視統一教學，將可收事半功倍之效。
3. 教育電視台的設備與經費至為拮据，如不及時作適切更張，殊不易達成其所負使命。[1]

1969年2月，教育部函請國防部各自派員進行建台籌畫，國防部指派王昇、王和璞、阮成章、蕭濤英，教育部指派謝又華、程勉儕、李覲高，總共7人組成專案小組，王昇擔任召集人，王和璞與李覲高各自代表國防部與教育部督導雙方作業人員研擬有關計畫。1969年8月，專案小組改名為「籌備指導委員會」。1969年9月籌備指導委員會提交建台計畫綱要，同年11月國防部與教育部會銜呈報行政院，建台要點有四：
1. 為擴大推行中華文化復興運動、發展教學、激勵民心士氣，國防部與教育部將教育電視台擴大組織為中華電視台，組織型態為財團法人，以企業方式經營。
2. 中華電視台預定台址為台北市大安區光復南路100號，使用土地四千坪興建一座電視大樓、一座行政大樓與一所電視學校；預定發射電功率為12千瓦，使用教育電視台原有的三號頻道，請中華民國交通部另增配一個頻道；發射系統為台灣北部竹子山12千瓦、台灣中部員林5千瓦、台灣南部高雄5千瓦，另於嘉義與苗栗設立微波中繼站。
3. 為配合未來電視發展趨勢，中華電視台預作彩色電視節目訊號，節目內容本「寓教於樂」之旨服務觀眾。國防部與教育部分別提供教學節目給中華電視台。
4. 國防部、教育部、熱心文化教育之工商界與華僑人士認捐中華電視台建台經費。國防部同意就中華民國軍人之友社「文康藝宣勞軍款」撥支一部分作為捐資，教育部則以教育電視台原有設備作為捐資，並吸收部分民間資本，共同經營中華電視台。[1][2]

### 1970年代

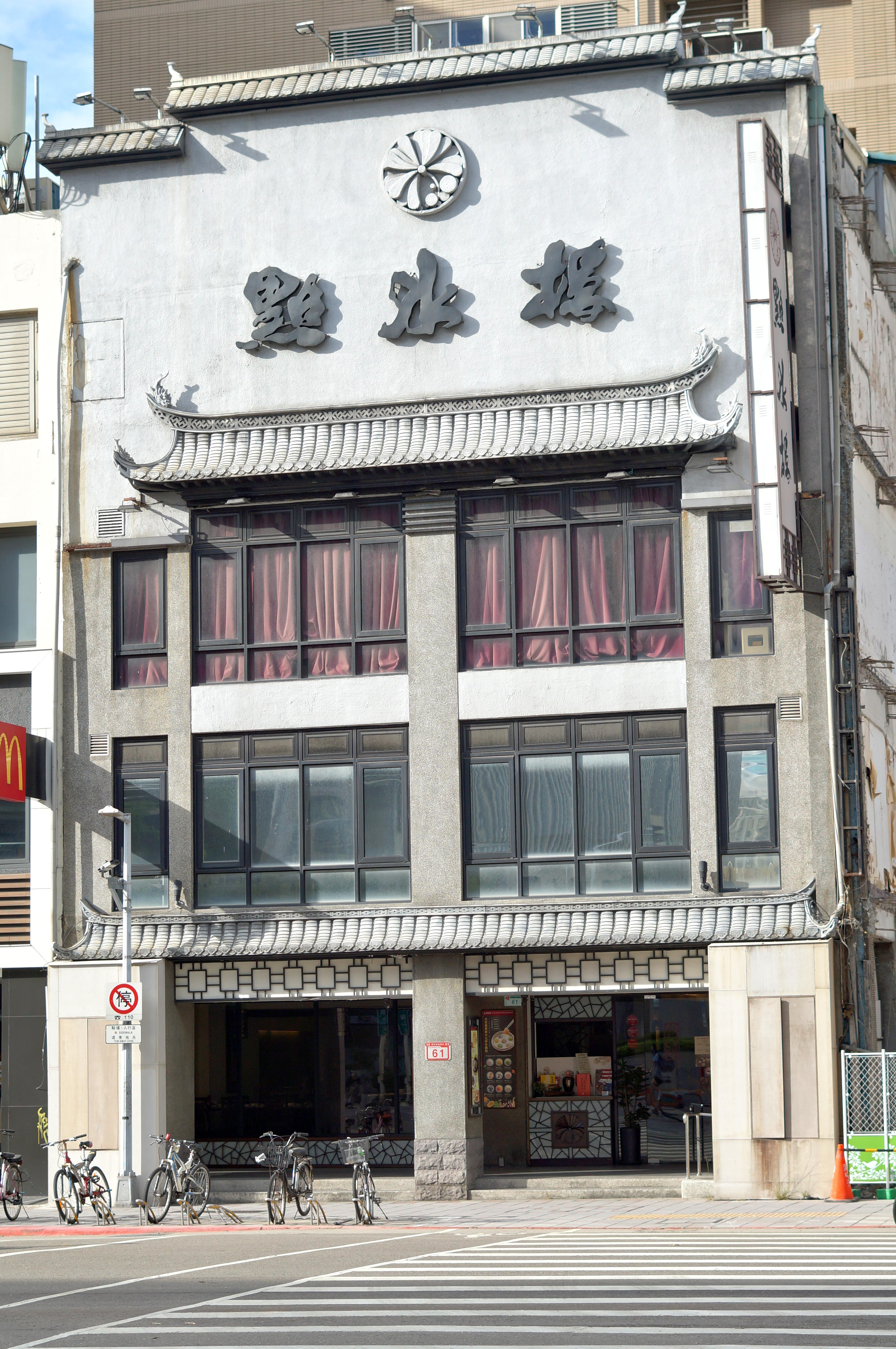
中華電視台籌備處原址，現為點水樓南京店

- 1970年2月16日：行政院原則決定投資新台幣一億元，擴建教育電視台，改名為「中華文化電視公司」（後改稱「中華電視台」），將在臺北南機場建築八到十二層的廣播大廈，發射功率為10千瓦[3]。
- 1970年5月：第117次行政院會議核准中華電視台建台計畫立案。
- 1970年8月1日：「中華電視台籌備委員會」成立，正式公佈中華電視台商標，並負責中華電視台建台工作之指導及監察。國防部與教育部聘請王昇、劉先雲、秦孝儀、瞿韶華、宋時選、袁行濂、汪敬煦、謝又華、李覲高、鍾義均、藍蔭鼎、王和璞、李曼瑰、蕭濤英、羅鎮常為籌備委員，王昇兼任主任委員，劉先雲擔任副主任委員；同時於台北市松山區南京東路四段61號成立「中華電視台籌備處」，劉先雲兼任籌備處主任，蕭政之為籌備處副主任。[4]
- 1971年1月31日：中華電視台正式成立，劉闊才為首任董事長，劉先雲為首任總經理，資本額增為新台幣兩億元。華視英文名稱定為「Chinese Television Service」，簡稱CTS。
- 1971年6月30日：五十九學年度結束，教育電視台走入歷史。
- 1971年10月8日：行政院核准華視組織形態為「中華文化事業股份有限公司」。1971年10月10日：華視開始試播彩色電視節目。
- 1971年10月31日：16時整，華視正式開播[5]，邀請中華民國副總統嚴家淦夫人劉期純按鈕開播，門牌號碼為台北市大安區光復南路100號，使用頻道為第二頻道（180－186兆赫）與第五頻道（190－204兆赫），北部呼號BET-31，中部呼號BET-32，南部呼號BET-33，兼播黑白與彩色節目，上午播教育節目，午間與晚間播社教及綜合娛樂節目[6]；從此以後，華視定每年10月31日為台慶。同日，華視第一本出版品《中華電視週刊》（CTS Weekly）創刊[7]。華視同時完成中、南部聯播網。

華視開播當天（1971年10月31日）的節目表，是日為時任中華民國總統蔣中正85歲生日：
| 播時間         | 節目名稱                               |
| -------------- | -------------------------------------- |
| 16:00~16:30    | 華視開播典禮、酒會                     |
| 16:30~17:30    | 近悅遠來                               |
| 17:30~18:10    | 特別節目：各國在華留學生聯合為總統祝壽 |
| 18:10~18:25    | 小寶寶拜壽                             |
| 18:25~18:50    | 華視晚間新聞                           |
| 18:50~19:30    | 萬眾歡騰                               |
| 19:30~20:00    | 松柏長青                               |
| 20:00~21:00    | 群星祝嘏                               |
| 21:00~22:00    | 越劇：金枝玉葉                         |
| 22:00~23:00    | 萬壽無疆                               |
| 23:00~23:30[9] | 國劇選粹                               |
| 23:30~06:00    | 收播                                   |

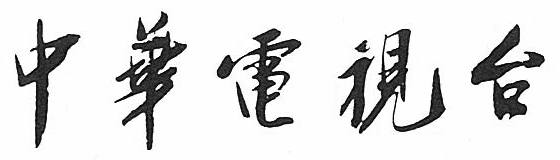
「中華電視台」五字的中文楷書標準字，採用蔣中正墨寶

- 1971年11月1日：華視開始每天上午6時到8時播出空中教學節目（下午1時半到4時半重播），第一個播出的空中教學節目是《一年級英文》[10]。
- 1972年1月31日：中華文化事業股份有限公司改組為「華視文化事業股份有限公司」，舉行發起人會議，成立董事會，劉闊才當選董事長，王永慶[11]（一說藍蔭鼎）[12]當選常務監察人。
- 1972年2月10日：台視、中視、華視聯合實況轉播在台北市中華體育館舉行的晚會《中興之夜》[13]，主持人是包國良、張玲、白嘉莉與李睿舟，為臺灣電視界共同合作之始。
- 1973年7月：配合華視婦女節目《今天》的內容，華視設立「今天別刊社」發行《今天別刊》，每月發行一期。[14]
- 1974年6月19日：華視董事會原則通過轉投資新台幣五百萬元，與國際電化商品合作成立「華國視聽股份有限公司」，經營視聽器材及視聽節目行銷。[15]
- 1976年：華視成立「中華電視台藝術工作總隊」；之後藝術工作總隊改隸中國電影製片廠，成為「中國電影製片廠演藝人員訓練班」。[16]
- 1977年9月12日：台視、中視、華視聯播國語連續劇《風雨生信心》，由華視負責執行製作及主播。
- 1978年9月27日：華視第四屆董事會第九次會議通過華國視聽改組，華視獨自經營改組後的華國視聽。[17]
- 1972年：華視由於播出大量閩南語電視劇與醫藥廣告，以及實行「廣告節目化」與「節目外包」政策，該年度由年初之虧損而至年終盈餘新台幣2300餘萬元，不同於台視該年度虧損新台幣600餘萬元、中視該年度虧損新台幣2500餘萬元。
- 1974年9月28日：華視完成東部聯播網。

### 1980年代
- 1980年10月31日：華視在台北市大安區光復南路306號成立「華視世界」，提供文化服務。[14]
- 1980年11月12日：中國佛教會電視弘法節目《光明世界》在華視開播。
- 1981年10月31日，華視10週年台慶。
- 1983年8月24日：華視美工大樓落成啟用。[18]
- 1983年9月1日：面臨台北市光復南路新建之華視大樓正式落成啟用。[18]
- 1984年9月1日：華視行政大樓落成啟用，原行政大樓各單位（業務部除外）、教學部、節目部、企劃中心分批遷入新的行政大樓。[19]
- 1984年11月：華視訓練中心基金會在臺北市政府教育局完成補習班立案登記。
- 1987年7月22日：華視英文名稱「Chinese Television Service」修正為「Chinese Television System」，簡稱仍為CTS。[20]
- 1987年10月31日：華視關係企業「華功企業股份有限公司」與華國視聽經各自的董事會與股東常會通過，合併為「華國視聽股份有限公司」。[20]
- 1988年9月29日：華視第九屆董事會第五次會議決議，華視關係企業「華廣傳播事業股份有限公司」與華國視聽合併為「華視文化事業股份有限公司」，繼承華國視聽與華廣傳播的業務，並吸收華視出版社的業務。[21]
- 1988年10月27日：華視七十七年度第二次股東臨時會議通過修訂公司章程第一章第二條，華視全名「華視文化事業股份有限公司」變更為「中華電視股份有限公司」。[21]
- 1988年11月25日：奉中華民國經濟部核准，華視全名正式變更為「中華電視股份有限公司」，英文名稱為「Chinese Television System Inc.」，英文簡稱仍為CTS。[22]
- 1989年2月4日：奉中華民國經濟部核准，華廣傳播全名正式變更為「華視文化事業股份有限公司」，英文名稱為「Chinese Television System Enterprise」。[22]
- 1989年8月1日：華視出版社業務轉移至華視文化公司繼續經營，華視藝術中心併入華視視聽中心，華視文教基金會接管華視視聽中心，華視訓練中心基金會奉准解散，華視文教基金會接管華視訓練中心基金會之業務及清算後剩餘財產。[23]

### 1990年代
- 1991年8月31日：華視立體聲、雙語播映系統試播。
- 1991年10月31日，華視與聯合報系在台北市國父紀念館舉辦慶祝聯合報系創刊40週年暨華視開播20週年晚會，由張菲、張小燕擔任主持人。
- 1992年1月1日，臺視、中視、華視聯合開播立體聲、雙語電視播映系統。
- 1992年5月1日：東京放送請華視支援製作的《饒了我吧》（ギミア・ぶれいく）骨牌秀，自該年3月29日起在宜蘭縣立體育場體育館，來自台灣、日本、韓國、泰國的18至25歲青年總計40人排列1640801張骨牌，並於5月1日順利推倒，打破金氏世界紀錄。[24]
- 1993年10月7日：位於桃園縣蘆竹鄉(現桃園市蘆竹區)中山路的「華視南崁影城」落成啟用，佔地約五千坪，華視總經理張家驤親自主持剪綵[25]。
- 1994年1月13日：華視結算1993年廣告業績為新台幣54億元，打破老三台歷年最高紀錄[26]。
- 1995年12月10日：面臨台北市光復南路116巷新建之華視「電視製作大樓」正式落成啟用，毅成建設承造[27]。
- 1996年10月30日：華視總經理張家驤親率新聞部經理周曉輝、節目部副理李泰臨前往日本，與東京放送完成長期新聞合作續約儀式，並正式加入亞洲新聞聯盟。

- 1997年時，華視曾有計劃公開發行股票上市[29]
- 1998年1月25日：華視轉播中華職籃宏國籃球隊與戰神籃球隊之戰，終場前19.5秒，正當兩隊戰況膠著之際，華視突然停止轉播並改播其他節目，引起觀眾不滿。
- 1998年3月12日：當日22時35分，華視播出日本電視動畫《靈異教師神眉》時，畫面突然消失，之後出現彩色直條畫面。華視總經理楊培基立即以電話指示儘快搶修並查明原因。22時50分，聲音恢復正常，隨後畫面亦重新出現。華視總值日室表示，是華視整棟大樓的供電系統故障導致畫面中斷。
- 1999年11月25日，華視第十四屆董事會第十九次會議通過投資入股台灣夢工廠科技。[30]
- 1999年12月1日，華視與台灣夢工廠科技簽約，華視投資台灣夢工廠科技；同時，華視與智冠科技及台灣夢工廠科技簽約合作開發遊戲軟體。[30]
- 1999年12月31日，華視與東森媒體集團簽訂策略聯盟合作意向書，全面展開節目製作、場棚出租與寬頻網路合作。[30]

### 2000年代
- 2001年10月31日，華視開播30週年。
- 2003年，徐璐任職華視總經理期間，其堅守專業媒體人原則，以及在華視所開展的企業精神與維持政治中立的努力，受到台灣傳播學界與華視員工的肯定。（郭力昕，從軍購案到華視，《中國時報》2004年6月5日名家專論。）
- 2004年7月1日，台灣無線數位電視開播記者會播出各台交給民視製作的宣傳短片時，出現華視主播李四端播報明華園在中正紀念堂公演的新聞畫面，這段新聞畫面是江霞公開批過的；外傳江霞因此臭臉並責罵員工「你們在全國觀眾面前賞我一記耳光」，江霞回應：「我沒有臭臉，這也證明：華視沒有色彩，立場中立。」[31]
- 2004年11月9日18時50分許，華視總部附近的台北市光復南路72巷23弄發生爆炸案，原因是華視大樓附近的停車場內2輛轎車間遭放置土製鋼管爆裂物，長30公分、直徑10公分的鋼管內放置大量小鋼珠，爆炸後造成附近民宅不鏽鋼門與鐵皮凹陷、巷弄指示牌破損，但無人傷亡[32]。
- 2004年12月20日，華視表示，現在華視沒拍古裝戲，一年卻要繳交華視南崁影城地價稅新台幣八千萬元，才打算拍賣南崁影城[33]。華視南崁影城最後賣給中悅建設，拆除改建為豪宅社區「中悅新天鵝堡」。
- 2005年10月31日，華視在台北市國父紀念館舉辦「中華電視公司34週年台慶晚會」。
- 2006年1月12日，華視綜藝節目《快樂星期天》之歌唱競賽單元〈藝能歌喉戰〉評審包小柏於錄影休息時間遭四名歹徒闖入攝影棚毆打，三名歹徒當場落網、一名歹徒逃脫。包小柏經驗傷後並無大礙，三嫌依傷害罪移送。此事件使華視開始加強注意大樓安檢管制及出入人員證件查驗。
- 2006年5月20日，前華視副總經理朱立熙在其網站發表〈涉世未深，一時貪心？〉一文稱，2004年11月中旬，趙建銘的叔叔趙福來帶其女兒到華視，關說朱立熙讓趙福來的女兒在華視新聞部工作；時任華視總經理特別助理洪維健也打電話給他，要他「在新聞部隨便安排一個職位都可以」。該文說，雖然最後被他婉拒，江霞卻特別交代他：「來自官邸的關說，我們不能不買帳啊！朱副總，你看著辦吧！」江霞甚至直接指揮當時華視新聞部總監陳季芳，「直接下令錄用她交辦下來的人，甚至直接指揮陳季芳如何處理新聞、哪一條新聞做大、哪一則新聞不要播」。該文並批評，江霞是「一個只靠挺扁、只靠站台而擁有權位的戲子，以她藝人的邏輯，在指揮每天新聞運作以及新聞部的人事」。趙福來否認該文內容，並稱自己不曾與江霞見面。
- 2006年6月21日上午，前立法委員林瑞圖公佈文件稱，華視董事會公告華視南崁影城出售案之底價為新台幣9億1千萬元，2005年開標出售時卻不公布底價，最後以新台幣8億元成交，而且得標廠商立即向新竹商銀貸款新台幣18億元，質疑江霞暗中操盤。江霞回應，不隨林瑞圖的爆料起舞。
- 2006年7月1日，公共電視台與華視合組成台灣公共廣播電視集團。華視是公廣集團中唯一沒有任何政府預算或補助的電視台，完全依賴廣告業務收入，自負盈虧；所以華視仍可以播送商業廣告。
- 2006年10月31日，華視35週年台慶，選出「15大經典人物」：前華視主播李艷秋、劇作家瓊瑤、歌仔戲演員葉青、華視大樂隊指揮詹森雄等15人。
- 2007年1月26日，藝人許瑋倫南下拍攝華視八點檔連續劇《太陽的女兒》，在中山高南下155.5公里處發生嚴重車禍，後天（28日）傷重不治，華視為表悼念，定於2007年2月9日在城市舞台舉行「許瑋倫2007光芒音樂會」，前一天2月8日於華視發放400張入場門票號碼牌，發票的前一天（2月7日）即有不少影迷聚集在華視門口露宿排隊，2月8日上午八點開始發票，票不到十分鐘即發完。
- 2007年1月29日，華視官方Youtube頻道成立，帳號為「TBSCTS」[34]。
- 2007年9月18日，華視宣布與我視傳媒（當時網址為im.tv）合作成立網路電視網站《我的華視》（當時網址為cts.im.tv），華視總經理李遠、華視副總經理高武松，年代數位媒體董事長邱復生與我視傳媒總經理吳戈卿等人舉辦《我的華視》開台記者會，華視成為台灣第一家跨足網路電視的電視台。[35]
- 2007年12月12日，華視工會舉牌抗議，反對廣電基金末代執行長林育卉擔任華視總經理。華視工會常務監事巴正坤稱，華視工會不希望任何政治勢力介入華視總經理、董事長的遴選過程。華視工會常務理事方起年稱，希望建立一套制度來公開遴選華視董事長和總經理。
- 2009年1月20日，華視完成「美工大樓」（國軍電視教學中心）建物點交、返還國防部。[36]
- 2009年6月19日，行政院新聞局公告華視收買非公股股東所持華視股份之收買價格，華視正式展開收買程序；2009年9月16日，華視完成民股買回股款撥付作業。[36]
- 2009年7月1日，華視開始租用台灣固網T3雙向光纖系統，華視總部至店子湖站、火炎山站、南投鳳鳴站及中部新聞中心共4條傳輸鏈路皆以光纖線路鋪設，完成環狀網路架構，成為台灣唯一以光纖連接台灣西部發射台的電視台。[37]
- 2009年12月15日，華視與廈門衛視間IPLC專線完成啟租傳輸。
- 2009年12月27日，華視完成台灣第一個虛實合一攝影棚紅外線感應裝置。
- 2009年12月31日，華視完成建構新式H.264及DVB-S2衛星傳輸系統，節省衛星租用頻寬。[36]
- 2010年8月25日，華視產業工會代表向公視代理董事長陳勝福陳情，指稱華視董事會預計於同月30日通過由總經理決定一級主管任免等人事議案剝奪董事會權力；同日晚間，華視董事長鄭同僚透過書面聲明表示，同月30日董事會議程將討論有關擬訂《中華電視公司規章管理辦法》及廢除《中華電視股份有限公司員工進用實施辦法》事宜，此案仍待董事議決，此案通過後仍將依照公司章程相關規定辦理，並無剝奪董事會權力情事。[38]

### 2010年代
- 2010年9月9日第二十屆第三次董事會議，通過重大人事案：陳勝福董事擔任中華電視股份有限公司董事長。聘任王麟祥先生為中華電視股份有限公司代理總經理。
- 2011年2月18日由於陳勝福董事長於新春開工第一天率公視及華視總經理總辭，陳勝福董事長留任後同時聘任周建輝為華視新任代理總經理2011年2月21日上任。華視員工於2011年2月18日舉行「守護華視」燭光守夜，但仍無法改變此一政治因素影響之決定。
- 2011年10月31日，舉辦華視40週年台慶慶祝酒會
- 2012年7月25日，為和其他無線電視台以高畫質共同轉播2012倫敦奧運，華視HD頻道開播，正式進入時代。
- 2013年7月29日，曾任行政院新聞局局長的公視董事長邵玉銘兼任華視董事長。
- 2014年2月20日，公布新任總經理人選，由王麟祥接任；同年3月3日新任總經理王麟祥正式上任時表示，強調自己「華視人」的身分，並表達上任後「只改不革」的態度。
- 2015年7月中旬，公視董事會七月中旬通過華視資產活化案。
- 2015年8月11日，文化部部長洪孟啟表示反對華視資產活化蓋飯店，洪孟啟建議華視可以成立影視中心及小農交易平台。[39]
- 2015年10月1日，華視主頻升級為高畫質（HD）播出，華視HD頻道併入華視主頻，並改名華視綜合娛樂台。
- 2016年12月9日，公廣集團董事長陳郁秀依例兼任華視董事長。12月22日，映畫傳播董事長郭建宏當選華視總經理。[40]
- 2017年2月3日，因配合直播立法院會議，華視綜合娛樂台停播，國會頻道1台與國會頻道2台無線電視平台開播；網路直播訊號提前在2月2日開播。
- 2017年12月21日，宣布和愛爾達電視合作直播2018年世界盃足球賽。相隔16年後世界盃足球賽直播重返華視。[41]
- 2018年1月7日，華視董事會決定將郭建宏解除總經理職務，爆發高層內鬥。郭決定對董事長陳郁秀提告。
- 2018年3月8日，華視董事會選出原新聞部經理莊豐嘉接任總經理。
- 2018年8月8日，華視工會抗議華視「人力精實計畫」預計裁員80人，公視工會、中央通訊社工會、中央廣播電臺工會都出席聲援，高喊「完善公廣政策，反對惡意資遣」。華視工會理事長馬履芸表示，華視總經理莊豐嘉發信給全體員工稱「華視不是安養院」，請問莊豐嘉「養了我們什麼」。台北市產業總工會理事長鄭雅慧表示，無論藍綠執政，華視充滿政治力介入，馬英九政府時代任命邵玉銘為董事長，蔡英文政府上台任命陳郁秀為董事長，過去12年換了9任總經理[42]。莊豐嘉表示，這是轉型新媒體發展，不得不然。[43]
- 2018年10月31日，華視舉辦華視47週年台慶暨台慶專刊發表會。[44]
- 2018年12月31日，華視首次播出2019台北最High新年城跨年晚會直播。
- 2019年10月31日，華視開播成立48週年台慶。

### 2020年代
- 2020年10月31日，華視開播成立49週年台慶。
- 2021年3月，宣布取得美國職棒大聯盟（MLB）轉播權。
- 2021年4月，「華視新聞資訊台」於4月19日進駐由於中天撤照而懸宕四個月之久的中嘉數位旗下12系統以及聯維、寶福、南國3獨立系統52頻道。[45]
- 2021年10月31日，華視開播成立50週年台慶。
- 2022年1月21日-2022年4月22日，莊豐嘉請辭華視總經理獲准，陳雅琳暫代總經理一職。
- 2022年4月20日，同日兩度於新聞播出時誤植快訊。因先前錄製防災演習影片後未正確復原檔案路徑，導致七點晨間新聞中，跑馬燈出現「戰爭有爆發之虞，新北市政府開設聯合應變指揮管制中心」、「新北市遭共軍導彈擊中，臺北港艦艇爆炸、設施、船舶損毀」、「中共備戰頻繁，總統發布緊急命令」等文字，直至7點7分才發現此錯誤並進行修正。後又為緊急製作道歉跑馬而首度啟用特殊模板，因模版關閉流程未完全，導致9點34分、9點36分出現「大屯火山爆發，岩漿滾滾而下」、「巴士海峽發現石油，預估蘊藏量一百萬桶」、「台北凌晨下起拳頭大冰雹、市區交通大亂」等文字。[46][47][48]
- 2022年4月22日，因多次疏失於新聞跑馬燈版面出現錯誤快訊，時任董事長陳郁秀以及時任代理總經理陳雅琳請辭。[49]
- 2022年4月28日，華視董事會推舉董事鄭自隆接任董事長[50]。
- 2022年5月3日，華視發生當年第六度疏失，在新聞標題中，將蔡英文名字誤植成「蔡EE」，出現「劉任遠接任空軍司令 蔡EE總統親自授階」。而當事彭姓編審，同時也是4月20日出錯之人員。華視並於同日表示，將加重懲處該名人員。[51]
- 2022年5月4日，董事會通過由時任董事長鄭自隆兼任總經理[52]。
- 2022年5月20日，胡元輝就任公視董事長；表示將依例兼任華視董事長。[53]
- 2022年8月1日，胡元輝正式接任華視董事長；前董事長鄭自隆也卸任總經理兼職。[54]
- 2022年9月3日，前三立電視副總經理藍宜楨接任總經理。[55]
- 2022年11月20日～12月18日，和愛爾達電視合作轉播2022年世界盃足球賽。
- 2023年9月4日，華視主頻停播早上5點至6點國立空中進修學院的節目，原空中進修學院的節目移到教育體育文化台播出。
- 2023年10月12日，藍宜楨因健康因素而請辭華視總經理，由公視總經理徐秋華暫時代理兼任。
- 2024年1月28日，報導者基金會董事長劉昌德接任總經理。[56]

## 華視全區數位電視頻率
| 發射台（臺灣本島九大發射主站台）                   | 頻段 | 呼號  | 頻道     | 頻率       |
| -------------------------------------------------- | ---- | ----- | -------- | ---------- |
| 臺北北投竹子山轉播站                               | UHF  | BET31 | 第34頻道 | 590-596MHZ |
| 桃園龍潭店子湖轉播站                               | UHF  |       | 第34頻道 | 590-596MHZ |
| 苗栗三義火炎山轉播站                               | UHF  |       | 第34頻道 | 590-596MHZ |
| 南投鳳鳴南投轉播站                                 | UHF  | BET32 | 第34頻道 | 590-596MHz |
| 臺南關子嶺枕頭山轉播站（附掛於民視枕頭山轉播站中） | UHF  |       | 第34頻道 | 590-596MHz |
| 高雄旗山中寮轉播站                                 | UHF  | BET33 | 第34頻道 | 590-596MHz |
| 宜蘭七星嶺宜蘭轉播站                               | UHF  | BET34 | 第34頻道 | 590-596MHz |
| 花蓮鯉魚山花蓮轉播站                               | UHF  | BET35 | 第34頻道 | 590-596MHz |
| 臺東西川山臺東轉播站（附掛於公視臺東轉播站中）     | UHF  | BET36 | 第34頻道 | 590-596MHz |

- 粗體為華視派員駐守之發射台，非粗體為附掛於其餘無線電視台轉播站中。

## 華視媒體園區
- 攝影大樓正
拍攝於2010年6月7日
- 華視光復大樓正面
拍攝於2006年12月23日
- 電視製作大樓正
拍攝於2013年10月28日
- 電視製作大樓正
拍攝於2015年8月15日
- UHF攝影棚及行政大樓正面
拍攝於2010年6月7日

華視園區有多棟大樓，分別在三個不同的年份啟用：

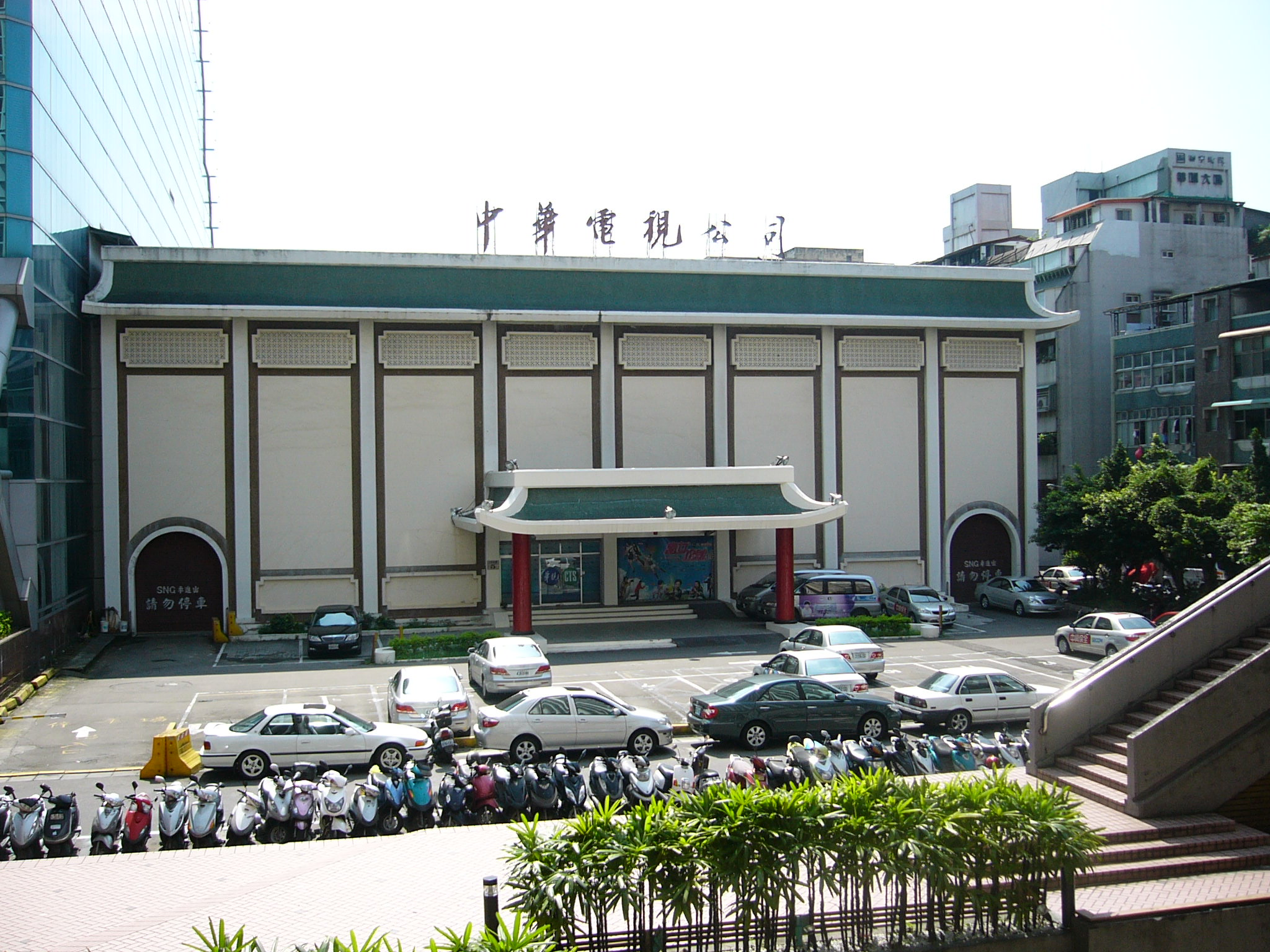
「攝影大樓」（Studio Building）[57]，為第一代總部，在1971年2月10日開工，同年啟用，最富有中國傳統建築特色。使用鋼筋混凝土（Reinforced Concrete）結構，共有地下一層與地上四層，高度16.6公尺，總樓地板面積13556平方公尺。建築承包單位是榮工處，建築時間未滿半年。
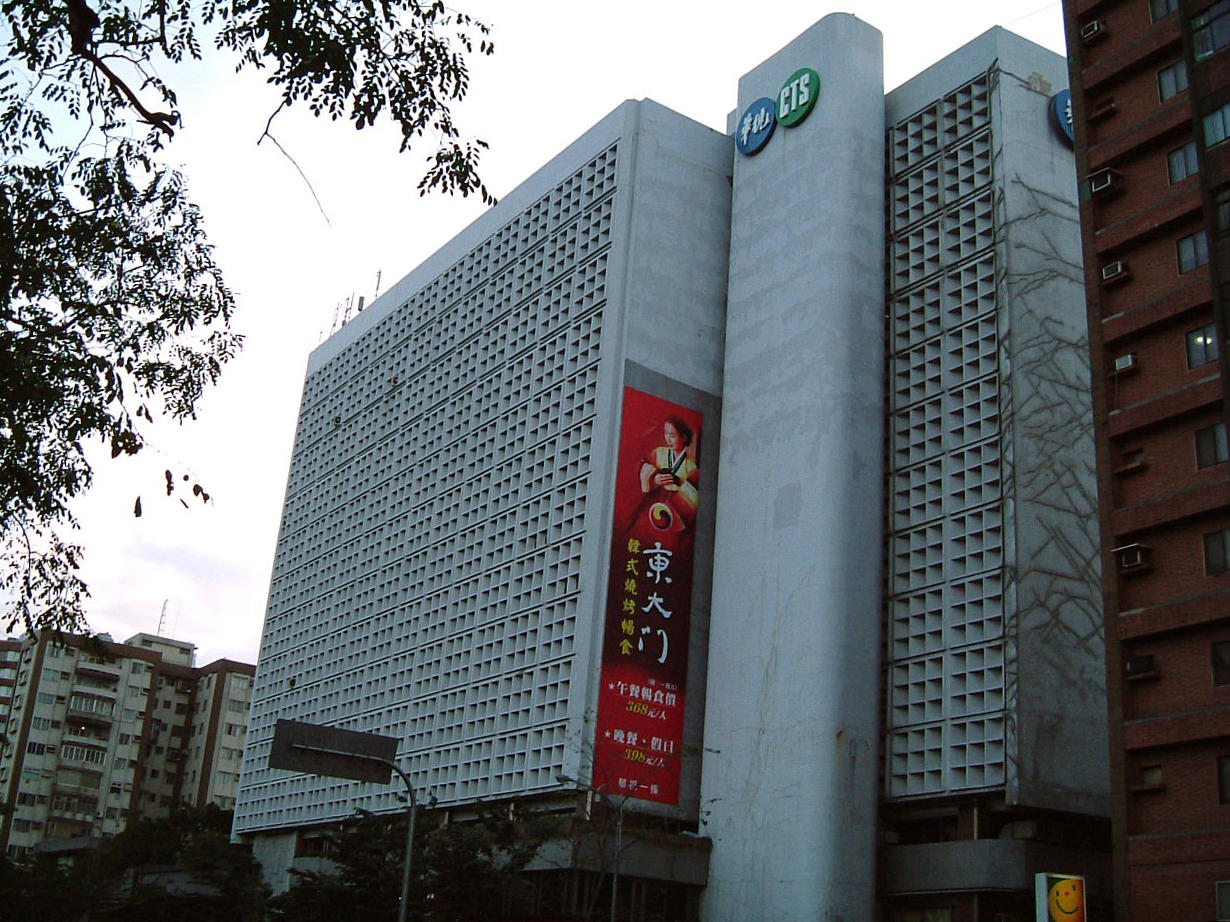
「文化大樓」（Cultural Building）[59]，建築風格與攝影大樓相同，供華視訓練中心使用，1991年1月11日10時被拆除。
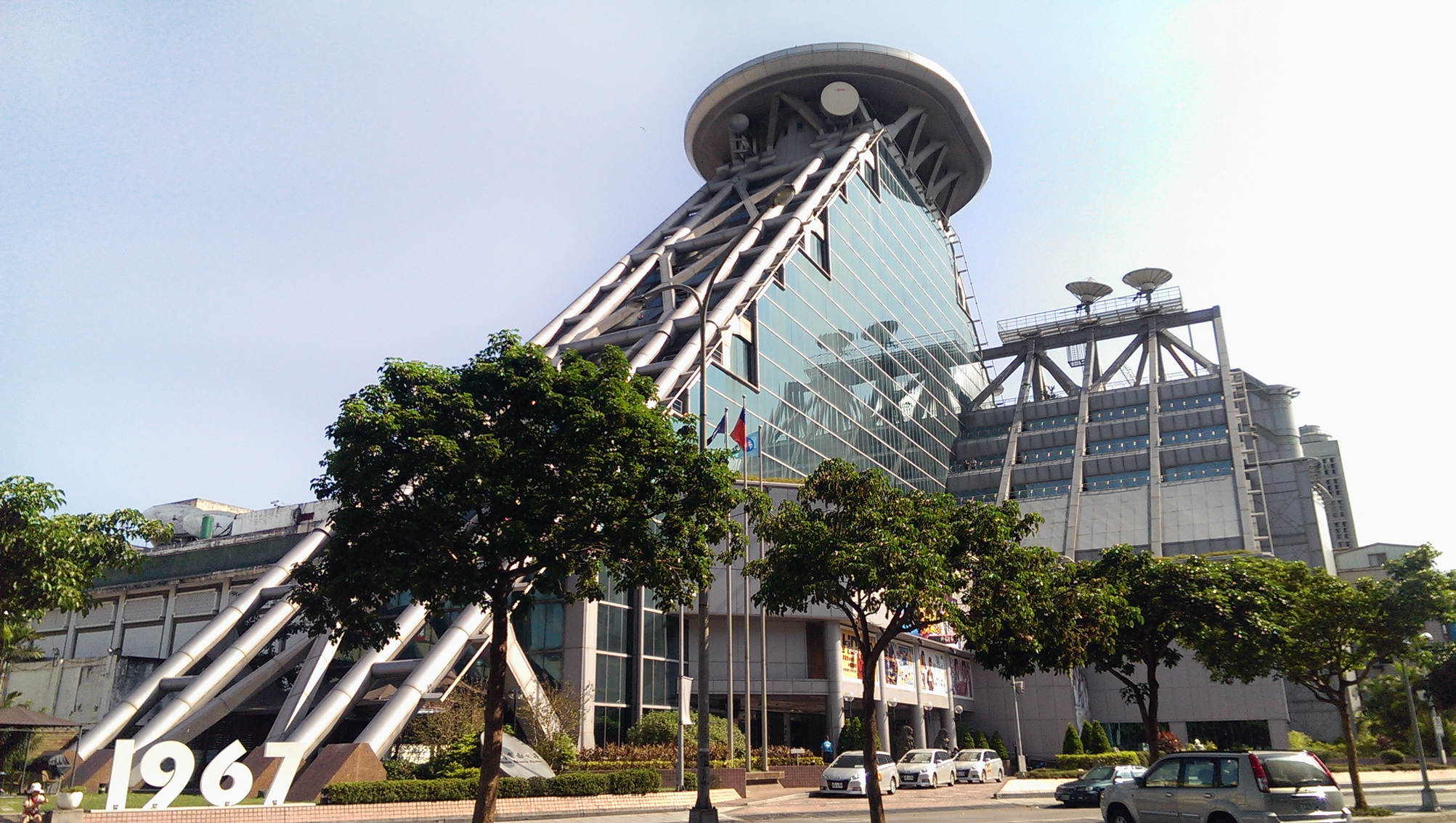
「華視光復大樓」，前身為華視大樓，為第二代總部，在1983年9月1日啟用，正門面臨光復南路。共有地上十四層與地下二層，總面積達一萬一百餘坪。外觀方正，早期以棕色為主要顏色，後改採白色為主要顏色。華視總部搬至「電視製作大樓」之後，華視大樓改名為「華視光復大樓」。
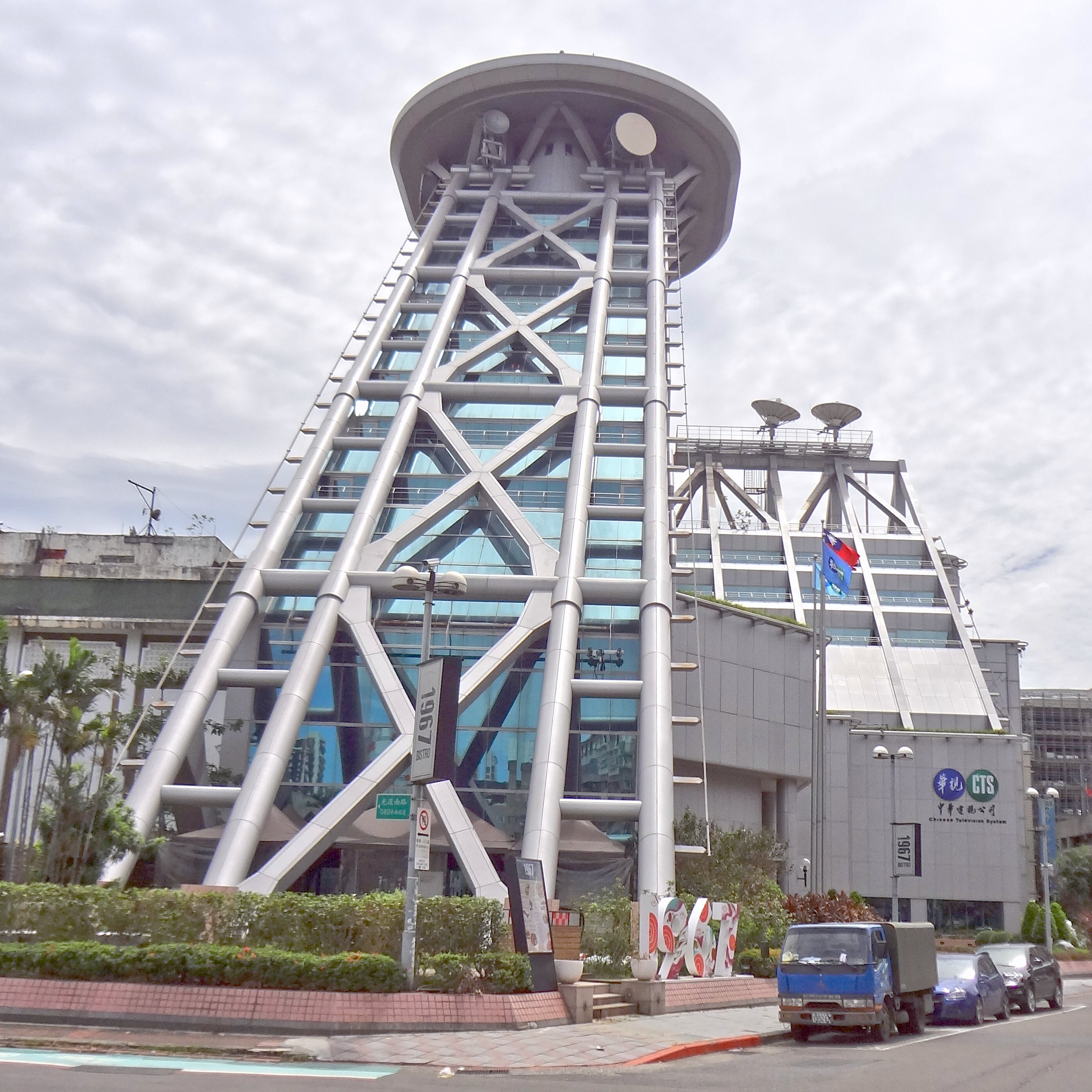
「電視製作大樓」（TV Production Building）[60]，為第三代總部，1989年2月邀請三位建築師沈祖海、高而潘、丁達民參觀訪問日本放送協會、東京放送、韓國放送公社總部後設計，1989年4月公開辦理比圖，經邀請有關專家學者評選後委託丁達民設計監造，中興工程顧問社擔任工程顧問。[61]1990年7月，細部設計規劃完成。[62]1990年11月13日，毅成建設取得土木建築工程之承包權。1990年11月21日上午，華視副總經理陳祖耀與毅成建設王總經理在華視大樓三樓貴賓室簽約，華視法律顧問林憲同律師擔任見證人。[63]1990年11月29日，攝影大樓旁停車場四周正式圍欄，為電視製作大樓工程施工預作準備。[64]1991年1月11日10時拆除文化大樓後動土，動土典禮主持者為華視董事長易勁秋、華視總經理武士嵩與華視監察人王永在。[65]1995年啟用，斥資新台幣30多億元，使用鋼骨結構（Steel Construction）、金字塔造型與玻璃帷幕，共有地上十四層與地下五層，總面積達12917坪，總樓地板面積42672平方公尺，地下層開挖深度達23.15公尺。內部設施包括全自動化UHF/VHF頻道播映系統與專業攝影棚9座，大樓頂端設有一個橢圓形的直昇機停機坪。[66]2005年12月8日，華視啟用電視製作大樓中庭噴水池。
「文教大樓」(Culcure and Education Building）[59]：前身為「UHF攝影棚及行政大樓」（UHF Studio & Administrative Building），是華視各類教學節目的重鎮，也是華視文教基金會與華視訓練中心所在地，部分空間於2000年代某年成為星空傳媒台灣總部所在地。2013年時現名「文教大樓」。

「電視製作大樓」在1995年完工啟用之後，「攝影大樓」閒置多年，2000年代初期，曾被東森電視租用，東森電視在撤租與搬遷至台北市崇聖大樓後又荒廢，2010年時華視已收回自用。
2009年4月6日，華視園區正式定名華視媒體園區（CTS Media Park）並舉行揭牌典禮，佔地3萬坪，有15個攝影棚。當時已進駐華視媒體園區者，除了華視關係企業之外，尚有台灣公共電視、原住民族電視台、客家電視台、台灣宏觀電視、民間全民電視公司、鳳凰衛視、星空傳媒、FOX體育台、國家地理頻道、風尚數位科技（Fashion Guide）、張乃仁音樂工作室等。華視媒體園區成立後，華視大樓改名為「華視光復大樓」。
2017年，民視因林口數位總部落成搬遷進駐，撤租華視媒體園區攝影棚。

## 華視商標與標準字的涵義

### 商標

#### 圖案
- 華視現行商標為第二代商標，是以一個藍色圓形圖案加上「華視」兩個白色中文字，一個綠色圓形圖案加上白色「CTS」英文字的方式呈現。（詳見本條目右上角附圖。）
- 華視曾於1990年代播出三節新聞時，於畫面右下方使用帶有「CTS」字樣的圓形半透明商標為浮水印[70]。

沿革

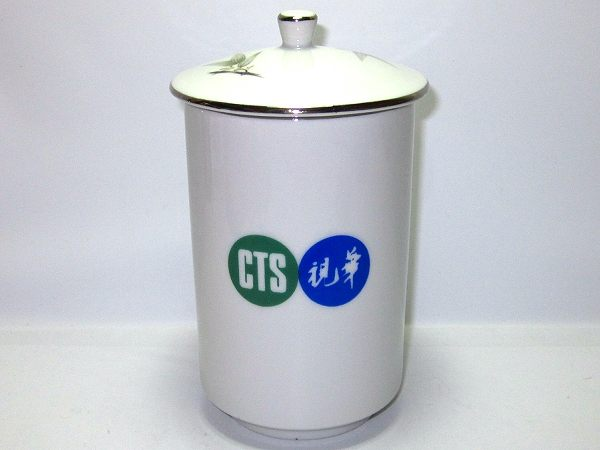
華視第一代商標時期陶瓷茶杯

- 華視第一代商標是綠色圓形圖案在左，藍色圓形圖案在右。藍色圓形圖案上的「華視」兩個白色中文字採用蔣中正墨寶集字，書寫方向是從右到左。從左到右讀整組商標上面的字，就是「CTS視華」。此版商標尚無特殊涵義。此版商標搭配同樣採用蔣中正墨寶集字的「中華電視台」五字使用。
- 1980年代末，華視商標結構改為藍色圓形圖案在左，綠色圓形圖案在右。藍色圓形圖案上的「華視」兩個白色中文字，書寫方向改為從左到右。從左到右讀整組商標上面的字，就是「華視CTS」。這是華視第二代商標。

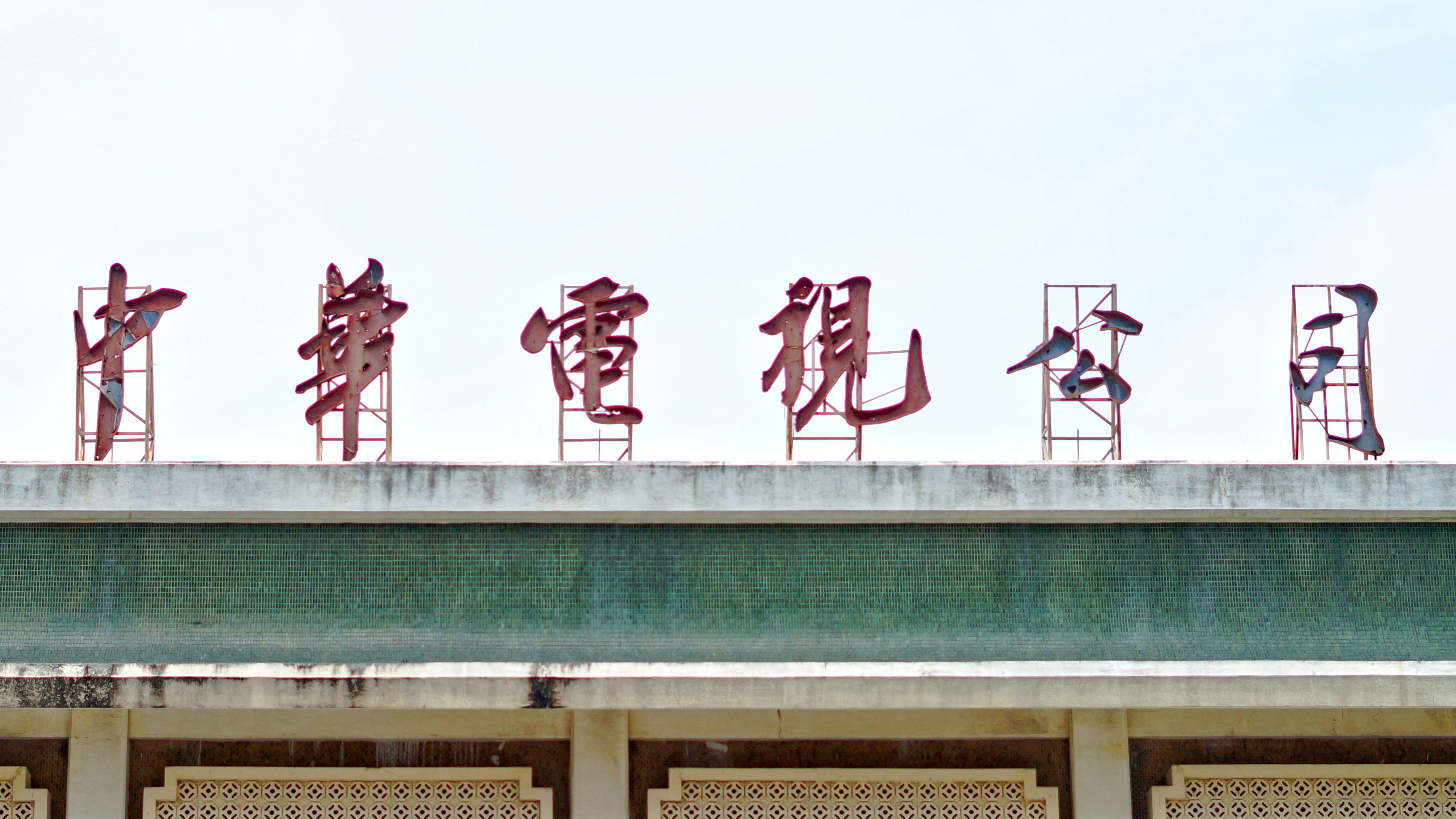
華視攝影大樓正面上方的「中華電視公司」六字，擷取自蔣中正墨寶

- 1988年11月25日，奉中華民國經濟部核准，華視全名正式變更為「中華電視股份有限公司」，沿用華視第二代商標，搭配同樣採用蔣中正墨寶集字的「中華電視公司」六字使用至今。
- 1991年，華視在「不變更華視商標」的前提之下，建立了華視專屬的企業識別系統，並在《華視二十年》書中賦予華視第二代商標一套涵義（詳見下文）。

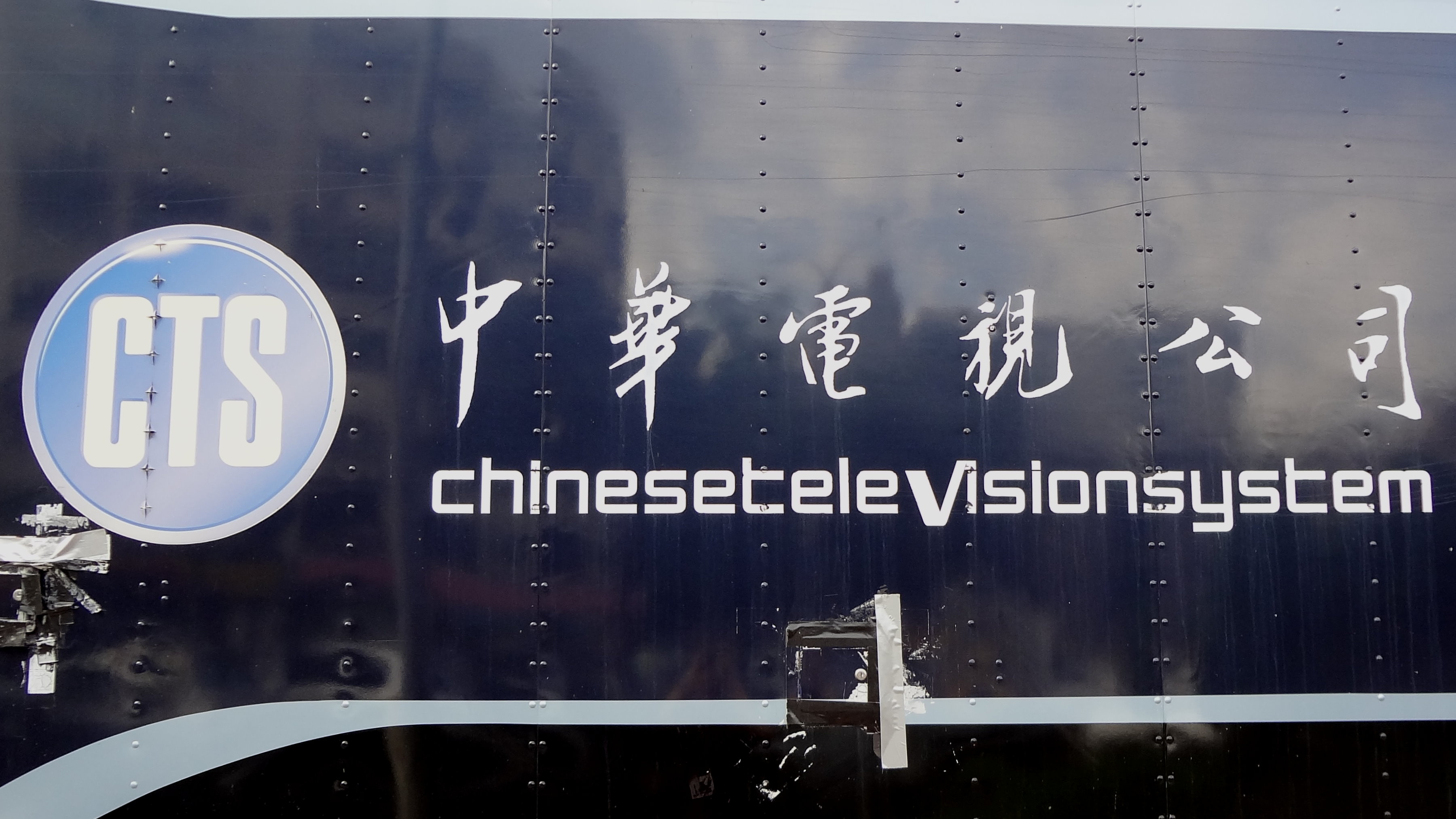
徐璐任職華視總經理期間，華視曾經使用的銀色英文商標與中英雙語標準字

- 2003年，徐璐任職華視總經理期間，華視將第二代商標捨去藍色圓形圖案，再將綠色圓形圖案改為銀色，成為第三代商標[71]，同時在華視主頻上以帶有「CTS」字樣的圓形半透明商標呈現（2004年1月1日改以銀灰色CTS圓形商標呈現），「中華電視公司」六字沿用蔣中正墨寶集字，「Chinese Television System」字樣從一般印刷體的字型改為現版字型至今。2004年江霞接任華視總經理之後，華視恢復使用第二代商標至今。
- 2005年，在華視家族頻道（含主頻、IQ教育頻道及EQ休閒頻道）上的商標一度以轉動的藍色「華視」字樣圓形圖案與綠色「CTS」字樣圓形圖案交互滾動的球型立體商標呈現。
- 2006年6月加入公廣後，則恢復成靜態商標，包含主頻恢復使用雙圓形商標，及其他頻道改用華視字樣的圓形商標做基礎延伸的台標。

2000年代以後，除了第三代商標以外，華視商標均以華視第二代商標為基底，但藍色與綠色圓形背景有不同漸層色背景的風格。

#### 涵義
華視商標結構所代表的意義，有兩種說法：
資深員工說法
- 圓形代表著圓圓滿滿的意思，兩個圓形表示國防部與教育部的共同合作圓滿達成。
- 顏色採用彩色電視的RGB（紅、綠、藍三原色）原理，選擇綠色與藍色；在台灣的戒嚴時期，紅色代表共產黨，在中華民國國軍的政治意涵上是一個禁忌的顏色。
- 「華視」二字是從蔣中正的墨寶找出來的，但是找不到「視」字，就把兩個不同的字拼成一個「視」字；所以仔細看可以發現，「華視」二字的大小並不一樣。
- 「CTS」英文字採用的就是一般印刷體的字型。

官方說法
1990年4月28日，台視啟用企業識別系統，是台灣第一家啟用企業識別系統的電視台；華視受此影響，在「不變更華視商標」的前提之下，建立了華視專屬的企業識別系統，並賦予華視商標一套涵義：
- 商標形狀為相切的兩個圓形，代表華視內部團結合作、圓滿和諧的特有文化。
- 商標顏色採用藍、綠、白三色。藍色給人天空、大海之具體聯想，與華視「立足台灣，放眼天下」的胸襟相通；綠色是青春活潑、生機旺盛的象徵，與華視不斷求新求變的經營理念相符；白色具有光明純潔、高尚和平之意，象徵華視追求至真、至善、至美境界之基本信念。
- 「中華電視公司」六字的楷書標準字是從蔣中正的墨寶擷取出來的。依據華視的官方說法：這代表華視「傳承歷史文化，維護固有法統」之成立宗旨。

## 頻道簡介

### 華視主頻
華視的主頻道兼綜合台。該頻道並無正式名稱，一般稱為「華視」或「華視頻道」。2015年10月1日起改為高畫質播出。

### 華視教育體育文化台
華視教育體育文化台是全國唯一以教育及文化節目為主的電視頻道，也是全國唯一以教學課程為主的教學頻道，更是沒有商業廣告干擾的純教育及文化頻道，播放國立空中大學教學節目時，頻道標誌自動切換為「國立空大」。

### 華視新聞資訊台
前身名稱包括「優新聞體育頻道」（U NEWS）、「華視EQ休閒頻道」及「華視休閒頻道」，節目內容為新聞、體育及過去節目的內容精選。2012年9月10日改為現名，以新聞節目為主要內容。

### 國會頻道
2017年2月3日開播，以直播或延時播出立法院會議與各個委員會會議的全部內容。

## 華視之歌
華視之歌是華視在導入CIS時制定的台歌，但能見度不高，1991年華視晨間節目開播前以其合唱版為檢驗圖背景歌曲之一，華視20週年台慶特別節目《魅力八點二十年》開場有其合唱版音樂錄影帶，如今僅能在《華視二十年》書名頁見到其樂譜。華視之歌相關資料及《魅力八點二十年》開場合唱版歌詞如下：

曲名：〈華視之歌〉　作詞：黃瑩　作曲：黃瑩

中華　中華　我們愛中華

絢麗燦爛　蓬勃煥發

中華　中華　我們愛中華

同甘共苦　相親相愛如一家

傳播現代資訊　復興傳統文化

散佈社會書香　粧點歡樂年華

求真求善求美　耕耘紮根開花

滿懷報國熱忱　努力為我中華

中華　中華　我們愛中華

絢麗燦爛　蓬勃煥發

中華　中華　我們愛中華

同甘共苦　相親相愛如一家

## 關係企業

### 華視文化事業股份有限公司
簡稱「華視文化公司」，1989年2月4日從華廣傳播改名而來。其業務範圍包括：
- 企劃及製作電視節目、錄影帶、工商簡報。
- 代理發行華視節目錄影帶。
- 編輯出版各類叢書。
- 舉辦各種藝文活動。
- 1997年1月起，代理獨立製片業者製作之電視節目。

### 財團法人華視文化教育基金會
全名「財團法人台北市華視文化教育基金會」（The CTS Cultural Education Foundation），簡稱「華視文教基金會」，是1974年3月20日華視股東常會提案通過捐助創立的基金會，1974年4月23日獲台北市政府教育局頒發設立許可證書，1974年4月28日獲台北地方法院核發法人登記證書。
- 設有華視訓練中心及華視視聽中心。
- 舉辦演講會，並在華視社教節目《華視電視演講會》中播出。
- 提供錄影帶觀賞與圖書閱覽。
- 接受華視委託，辦理華視員工在職訓練。
- 開辦各項電視專業人才訓練與社會服務才藝訓練班。
- 贊助並舉行書法與攝影比賽。
- 獎助學術研究與進修。
- 提供獎學金與助學金給大專院校大眾傳播相關科系。

### 華視數位科技股份有限公司
- 2002年10月1日成立，是華視與台灣固網共同投資成立的公司，第一屆總經理是華視總經理徐璐兼任，第一屆執行副總經理是前資策會線上互動學習網站「龍門課站」創意總監陳迪智。[72]由於教學媒體的技術進步以及網際網路的快速發展，華視將原本特有的教學資源加上台灣固網精良的連線設備等服務，成立華視數位科技切入數位學習服務市場，宗旨是整合更多的資源並轉化為更多元化的學習管道及服務。
- 2003年5月，在經濟部工業局「數位學習產業推動發展計畫」中，華視數位科技取得「網路科學園區」應用服務中心經營權。[72]
- 2004年12月30日，因華視數位科技前景不明，華視數位科技與以經營社群網站《網路同學會》（City Family）著名的旭聯科技（SUNNET）透過換股完成合併，旭聯科技為存續公司，華視數位科技為消滅公司。

### 華視經紀股份有限公司
- 2004年10月設立，2006年10月解散。
- 曾經紀過黃雨欣、柯宇綸、張淯茜、陳偉嵐等藝人。
- 曾以新聞主播頭銜經紀徐俊相、竹幼婷、何佩蓁等台內新聞主播。

## 姊妹台
- 美國：美國廣播公司（ABC）
- 日本：TBS
- 香港：奇妙電視、香港電台、無綫電視
- 南韓：SBS、阿里郎電視台（Arirang）
- 北韓：朝鮮中央電視台（KCTV）
- 南非：南非電視台
- 德國：德國電視二台（ZDF）
- 秘魯：秘魯國營電視台（英语：TV Perú）
- 哥斯大黎加：第七頻道電視台
- 巴拿馬：巴拿馬國家電視台
- 巴拉圭：Red Paraguaya de Comunicación（西班牙语：Red Paraguaya de Comunicación (RPC)）
- 烏拉圭：第十二頻道電視台
- 洪都拉斯：中央電視（西班牙语：Televicentro (Honduras)）（Televicentro）
- 厄瓜多爾：Mega電視（西班牙语：Megavisión El Salvador）（Megavisión）
- 哥伦比亚：卡拉科爾電視台（Caracol Televisión）
- 加拿大：環球電視（Global Television Network）

## 資料來源
- 金開鑫 總編輯，《華視二十年：中華民國六十年～中華民國八十年》，台北市：中華電視公司，1991年10月出版。
- 《華視台史館》
- 李瞻 著，《電視》，台北市：允晨文化實業股份有限公司，1984年3月10日出版。
- 廖麗圓 撰，中華電視公司之組織架構與企業形象變遷研究，臺北縣板橋市：國立台灣藝術大學應用媒體藝術研究所研究生單篇論文。
- 中華電視公司，華視公共化一年報告，2007年6月4日。

## 外部連結
- 華視全球資訊網（页面存档备份，存于）（繁體中文）
- 華視新聞網 （页面存档备份，存于）
- 華視文化基金會訓練中心 （页面存档备份，存于）
- 華視新聞的Facebook專頁
- YouTube上的華視教學頻道
- YouTube上的華視綜藝頻道
- YouTube上的華視戲劇頻道
- YouTube上的華視直播頻道